# 2012 في سوريا
فيما يلي قوائم الأحداث التي وقعت خلال عام 2012 في سوريا.

## أحداث
- 18 يوليو – تفجير مبنى الأمن القومي السوري
- 7 مايو – الانتخابات التشريعية السورية 2012
- 17 أكتوبر – تأسيس رابطة الكتاب السوريين في المنفى بلندن.

## أفلام
من الأفلام التي صدرت هذه السنة في سوريا:
- 1 يناير – مريم من إخراج باسل الخطيب.
- 1 يناير – ملك الرمال من إخراج نجدة إسماعيل أنزور.

## مواليد

### يناير
- 1 يناير – وفاة آلان الكردي

## وفيات

### فبراير
- 21 فبراير – رامي السيد (مواليد 1985)

### مايو
- 28 مايو – باسل شحادة (مواليد 1984) مخرج أفلام سوري.

### يونيو
- 12 يونيو – مروان عرفات (مواليد 1945)

### يوليو
- 18 يوليو – آصف شوكت (مواليد 1950) رئيس المخابرات العسكرية السورية الأسبق.
- 18 يوليو – حسن توركماني (مواليد 1935) وزير الدفاع السوري الأسبق.
- 18 يوليو – داود راجحة (مواليد 1947) وزير الدفاع السوري الأسبق.
- 20 يوليو – هشام اختيار (مواليد 1941) سياسي سوري.

### سبتمبر
- 26 سبتمبر – مايا ناصر (مواليد 1979) صحفي سوري.

### نوفمبر
- 2 نوفمبر – محمد رافع (مواليد 1982) ممثل سوري.

### ديسمبر
- 5 ديسمبر – إغناطيوس الرابع هزيم (مواليد 1920)